# سیارک ۴۷۹۴
سیارک ۴۷۹۴ (به انگلیسی: 4794 Bogard، نامگذاری:1988SO2) چهار هزار و هفتصد و نود و چهارمین سیارک کشف شده‌است که در ۱۶ سپتامبر ۱۹۸۸ کشف شد.
قدر مطلق سیارک برابر ۱۴٫۰۰ است.